# Oriskany
Oriskany – wieś w hrabstwie Oneida, w stanie Nowy Jork, w Stanach Zjednoczonych. W 2009 roku wieś liczyła 1395 mieszkańców.
6 sierpnia 1777 roku, podczas wojny o niepodległość Stanów Zjednoczonych na zachód od współcześnie istniejącej wsi rozegrała się bitwa pod Oriskany.